# المخرم التحتاني
المخرم التحتاني، قرية في مركز المخرم التابع لمنطقة المخرّم في محافظة حمص في سوريا. تقع شمال شرقي مدينة حمص في حوض العاصي الأوسط على حافة وادي الغبيب الذي تكثر فيه الينابيع. تتبع لها مزرعة الدايمية.
تبعد عن مدينة سلمية مسافة 17 كيلومترًا، وعن مدينة حمص نحو 30 كيلومترًا. ويحدها من جهة الغرب بويضة السلمية ونوى وعين النسر، ومن الجنوب الغربي أم العمد، ومن الجنوب الشرقي المخرم الفوقاني، ومن الشمال دنيبة وخنيفس، ومن الشمال الشرقي العثمانية. بلغ عدد سكان المخرم التحتاني 3035 نسمة حسب تعداد عام 2004 الذي أجراه المكتب المركزي للإحصاء.

## المعالم
يتوسطها تل أثري يعود تاريخه على الأرجح إلى لألف الثاني قبل الميلاد.

## الاقتصاد
يعمل جلّ سكانها في الزراعة البعلية لمحاصيل مثل الحبوب والعنب، والتي شهدت توسعًا ضمن نطاق الحزام الأخضر، وذلك إلى جانب عمل البعض في تربية الأغنام.

## التركيبة السكانية
بلغ عدد سكان المخرم التحتاني حسب تعداد عام 2004 الذي أجراه المكتب المركزي للإحصاء 3035 نسمة. بلغ عدد الذكور منهم 1543 نسمة، وبلغ عدد الإناث 1492 نسمة، في حين بلغ مجموع عدد الأسر 544 أسرة. وقد بلغ عدد المساكن المعتادة المشغولة 465 مسكنًا.